# Paw indyjski
Paw indyjski, paw niebieski, paw zwyczajny (Pavo cristatus) – gatunek dużego ptaka grzebiącego z rodziny kurowatych (Phasianidae). W naturze występuje na subkontynencie indyjskim, został introdukowany również w inne miejsca na świecie. Jako ptak hodowlany często spotykany w kolekcjach na całym świecie. W hinduizmie jest świętym ptakiem. Gatunek monotypowy.

## Morfologia

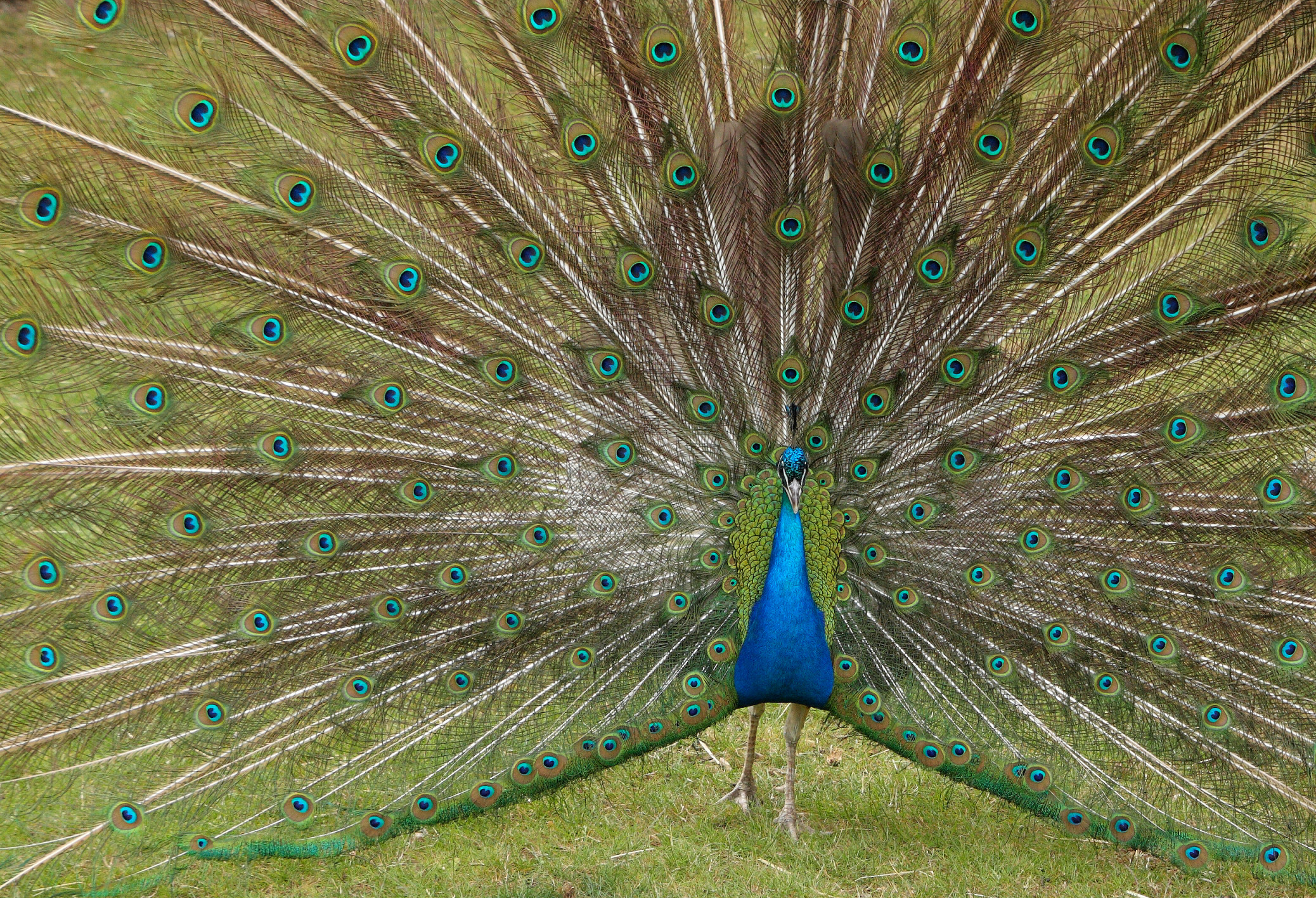
Samiec z rozłożonym ogonem

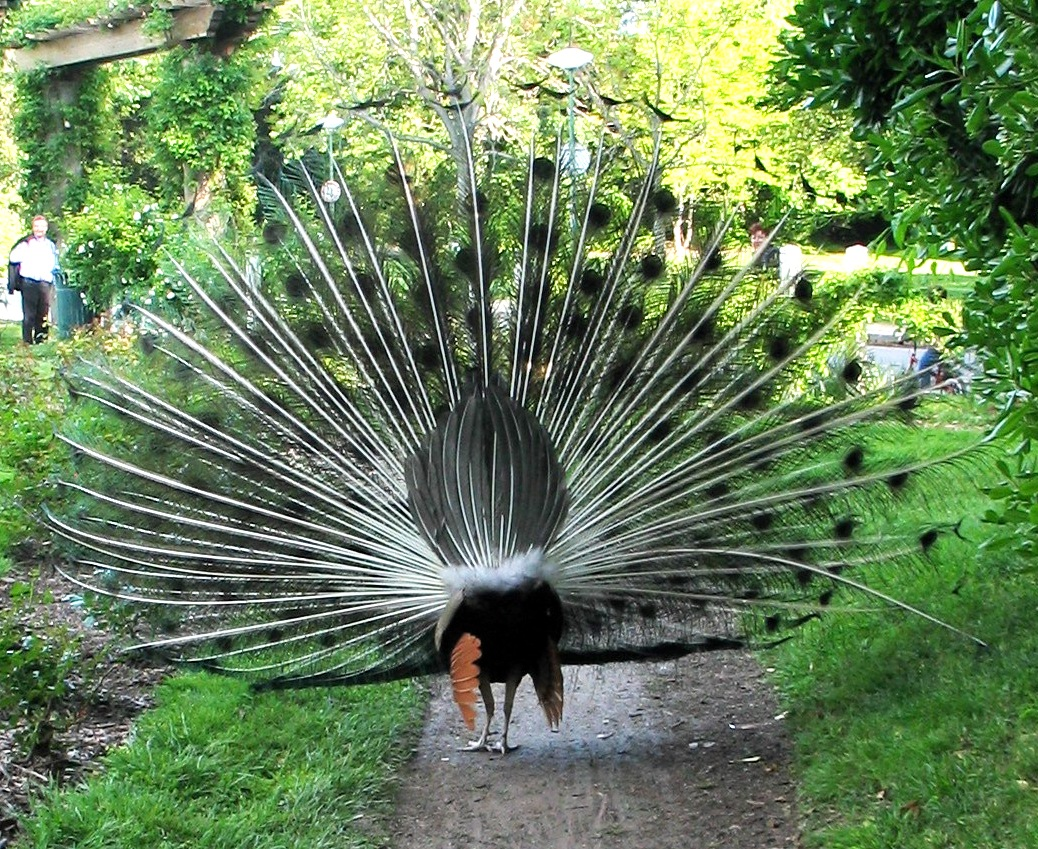
Pawi ogon od tyłu z widocznym ogonem właściwym

Paw indyjski jest gatunkiem u którego występuje dymorfizm płciowy. U samca głowa i szyja oraz pierś i brzuch błękitne, z metalicznym połyskiem, na głowie czub z piór tworzący koronę, grzbiet zielony z metalicznym połyskiem, skrzydła brązowe z czarnymi prążkami. Właściwy ogon stosunkowo krótki, biało-brązowy. Charakterystyczna struktura określana często jako „pawi ogon” to w rzeczywistości tren utworzony przez wydłużone pióra pokryw nadogonowych. Na końcówce brązowozielonych piór znajdują się „pawie oka”, na które składają się koncentryczne kręgi: czarny, niebieski, płowy i żółty. Duży ogon pawia jest wyraźnym sygnałem dla samic jego gatunku, że właściciel ozdobnego ogona jest w dobrym zdrowiu, oraz że posiada dobre geny. Samice mają brązowawy wierzch ciała oraz jasny spód. Nie posiadają trenu, mają natomiast na głowie „koronę” z kilku małych piór.
Wymiary
- Długość ciała samca 180–230 cm, samicy 90–100 cm. U samca na ogon przypada 40–45 cm, na cały wachlarz przypada 140–160 cm[6][4]
- Długość skrzydła: 44–50 cm u samca, 40–42 u samicy[4]
- Masa ciała samca 4,1–5,4 kg, samicy – 2,7–3,8 kg[4]

## Zasięg
W naturze zamieszkują Pakistan na wschód od Indusu na wschód przez większość Indii (na południe od Himalajów), południowy Nepal i południowy Bhutan po Sri Lankę; możliwe, że występuje nadal w Bangladeszu. Introdukowany został do wielu miejsc na świecie, w tym na Andamany, Stany Zjednoczone, Hawaje, Karaiby, do RPA, Japonii, na Nową Kaledonię, Nową Zelandię i do Australii. Zwykle ptaki poza naturalnym zasięgiem pozostają w stanie półdzikim.

## Ekologia i zachowanie
Środowiskiem życia tych ptaków są otwarte lasy z drzewami zrzucającymi liście; w północnych Indiach najchętniej zamieszkują otwarte lasy z głożyną (Zizyphus) w podszycie. Odnotowywane były na wysokości 0–2000 m n.p.m. (najczęściej 900–1200 m n.p.m.).
Wszystkożerny, zjada zarówno nasiona jak i zwierzęta, zarówno bezkręgowce jak i drobne kręgowce, w tym jadowite węże. Jedno badanie z Ghatów Zachodnich wykazało, że 91% diety badanych ptaków stanowiła materia roślinna.

### Lęgi
W południowych Indiach i w Sri Lance okres lęgowy trwa od stycznia do kwietnia; w całym zasięgu występowania sezon lęgowy zmienny, zdaje się zależeć od występowania pory deszczowej. Gniazdo stanowi wydrapany w ziemi dołek wyściełany mchem i korzonkami. W zniesieniu 5–6 jaj o skorupce barwy biało-oliwkowej. Jaja wysiadywane są przez 29–30 dni. Młode po wykluciu są w pełni opierzone, po około 10 dniach życia uzyskują zdolność lotu. Pawie indyjskie na wolności mogą dożywać do 25 lat, przeważnie przeżywają jednak około 20.

## Status
IUCN uznaje pawia indyjskiego za gatunek najmniejszej troski (LC, Least Concern) nieprzerwanie od 1988 (stan w 2020). Liczebność populacji nie została oszacowana, ale ptak ten opisywany jest jako pospolity, lokalnie bardzo pospolity. Ze względu na brak dowodów na spadki liczebności bądź istotne zagrożenia dla gatunku BirdLife International uznaje trend liczebności populacji za stabilny.

## Paw w kulturze

### Hinduizm
W hinduizmie paw indyjski utożsamiany jest z boginią Saraswati, a bogini Kumari to zwierzę służy jako wierzchowiec. Jest zarówno wykorzystywany jako element ornamentów świątyń.

### Mitologia grecka
W mitologii greckiej ten ptak jest atrybutem Hery. Gdy Hermes odciął Argosowi głowę Hera przeniosła oczy Argosa z jego głowy na pawi ogon.

### Islam
Paw w islamie oznacza słońce, czasem księżyc, a nawet i cały świat. Dwa pawie stojące przy drzewie Tuba symbolizują psychiczną dwoistość człowieka. Titus Burckhardt w swoim dziele Wprowadzenie do doktryn islamu przytoczył legendę: "Bóg stworzył rozum pod postacią pawia i pokazał mu jego własny wizerunek. Paw zdjęty strachem spocił się, a z kropli jego potu zostały utworzone wszystkie istoty żywe".